# Palazzo De Nobili
Il Palazzo De Nobili (o più propriamente Palazzo Oldoini De Nobili) è un antico palazzo nobiliare sito in piazza Sant’Agostino al civico 59 nel centro storico di La Spezia.
È stato uno dei palazzi ascritti nei Rolli spezzini, termine con cui si indicavano le dimore signorili in cui venivano ospitate le personalità pubbliche in visita alla Spezia.

## Storia

De Nobili di Vezzano

Nel XIX secolo l'edificio è stato dapprima la residenza della famiglia Oldoini, il cui più famoso esponente è stata Virginia, contessa di Castiglione.
Il palazzo è stato poi ed è tuttora la residenza cittadina dei marchesi De Nobili di Vezzano, famiglia aristocratica ligure di origine feudale, che ha prodotto numerose personalità politiche, artistiche, ecclesiastiche e imprenditori italiani.

## Descrizione
Come altri palazzi della piazza, Palazzo De Nobili è il risultato dell’antica unificazione architettonica di alcune case torri basso medievali che costituivano il fronte verso il mare delle mura medievali cittadine.
Nei secoli XVII e XVIII il palazzo ha ricevuto ampliamenti decorazioni in stile tardo barocco.

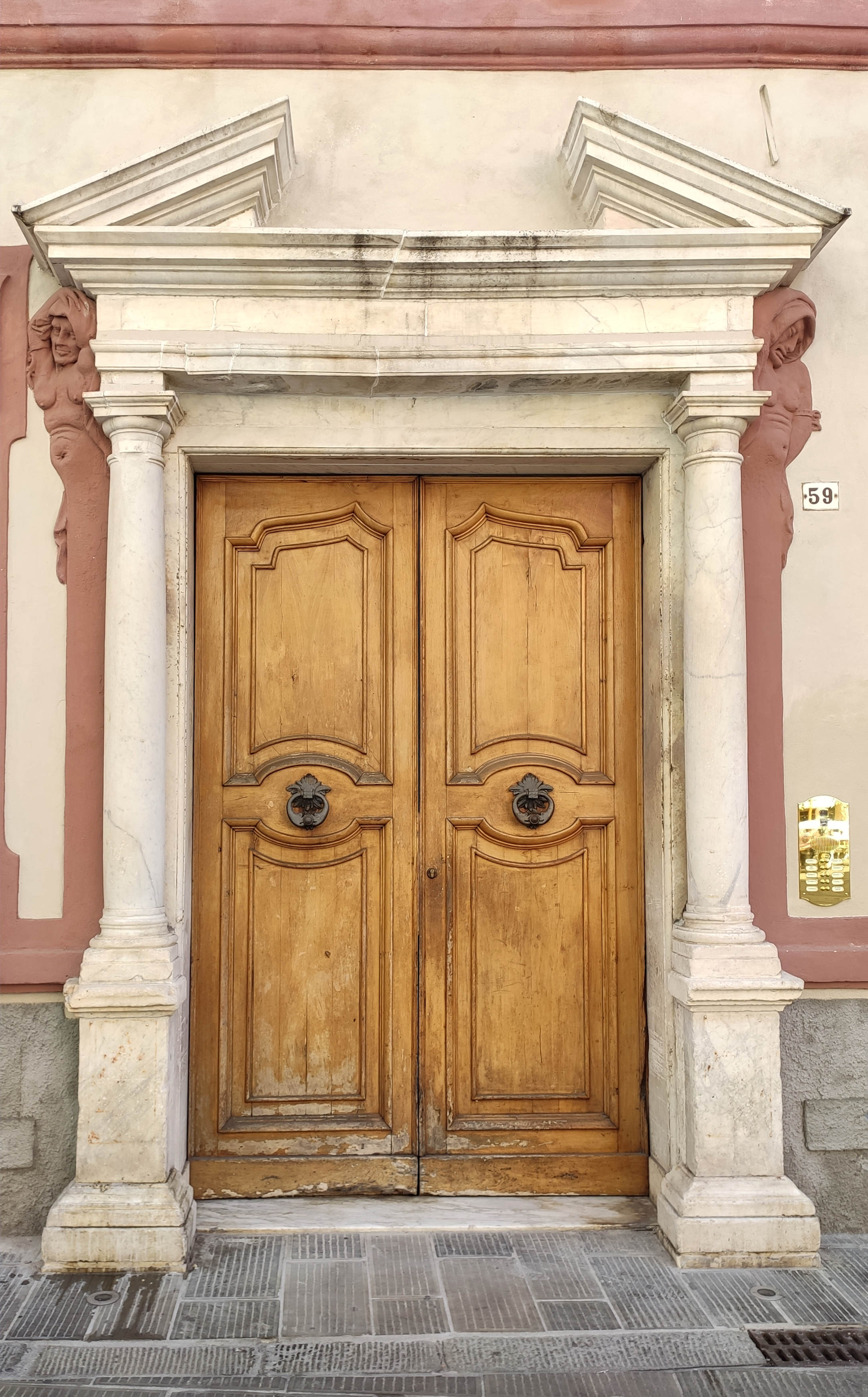
Portale barocco

La facciata, caratterizzata dal contrasto di colore tra il grigio chiaro della parete e il rosso delle cornici delle aperture, è riccamente decorata da fregi di conchiglie, teste di leone e motivi floreali sui timpani delle finestre e sui marcapiani.
Il semplice portale barocco in marmo è costituito da una coppia di colonne che sostengano la trabeazione a timpano spezzato e alle quali, a contrasto stilistico, sono addossate erme di curiosi personaggi caricaturali.

### Illuminazione

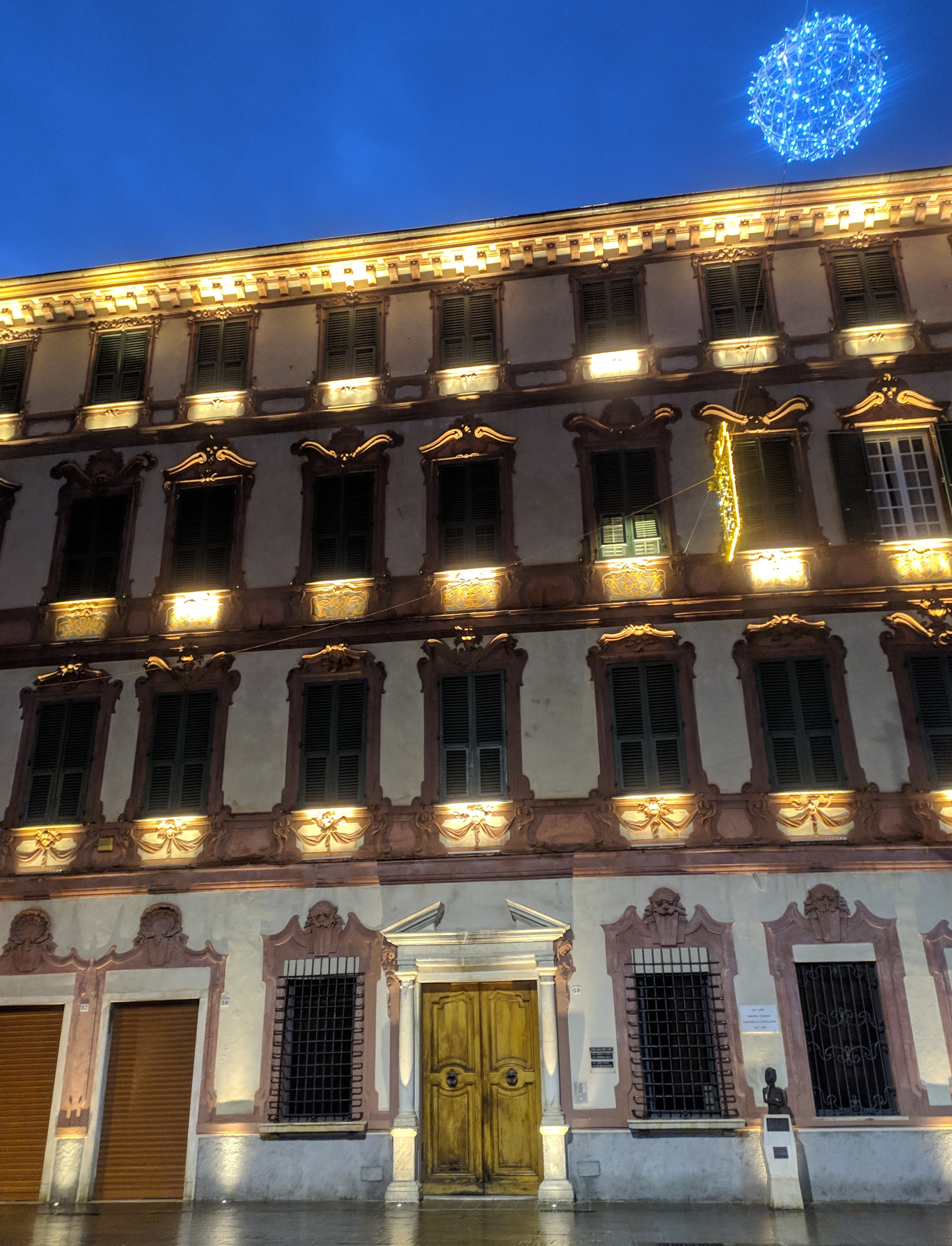
L'illuminazione su
Palazzo De Nobili

Dopo l'ultimo restauro, ultimato nel 2020, il palazzo è oggi dotato di una scenografica illuminazione su entrambe le facciate (Piazza Sant'Agostino e via Gioberti). Il suggestivo sistema di luci ne mette in risalto i fregi che incorniciano le finestre e la particolare colorazione bicolore.